# Kantteil

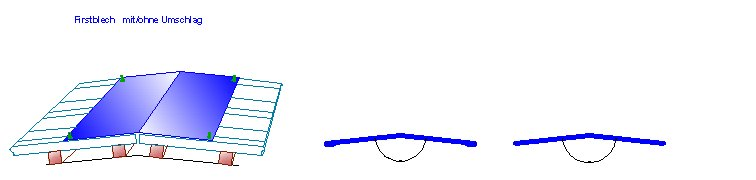
Firstblech

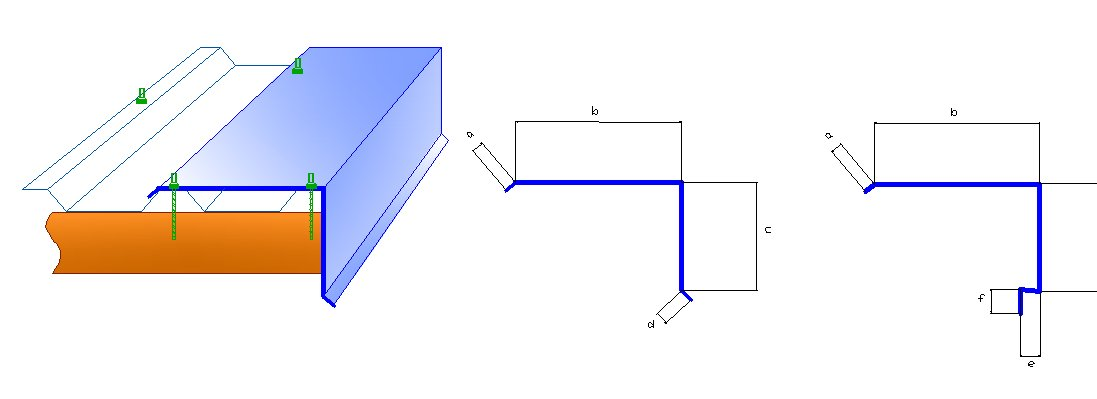
Ortgang

Kantteile sind im Bauwesen verwendete Elemente zum Verkleiden, Abdecken, Aussteifen, Halten und Verbinden von anderen Bauelementen, insbesondere Trapezblechen und Sandwichpaneelen.
Kantteile werden meist aus Stahl-, Aluminium-, Kupfer-, Zink- oder Edelstahlblechen unterschiedlicher Blechdicke in vielen Farben hergestellt. Die Bleche werden auf Breite und Länge zugeschnitten und anschließend in Pressen, Abkantbänken oder Schwenkbiegemaschinen auf die gewünschte Form gebracht. Bis auf wenige technisch bedingte Einschränkungen ist eine große Formenvielfalt möglich.
Unterschiedliche metallische Überzüge sowie Bandbeschichtung kombinieren notwendigen Korrosionsschutz und ästhetischen Gestaltungsanspruch.